# Chiesa di San Tommaso in Formis

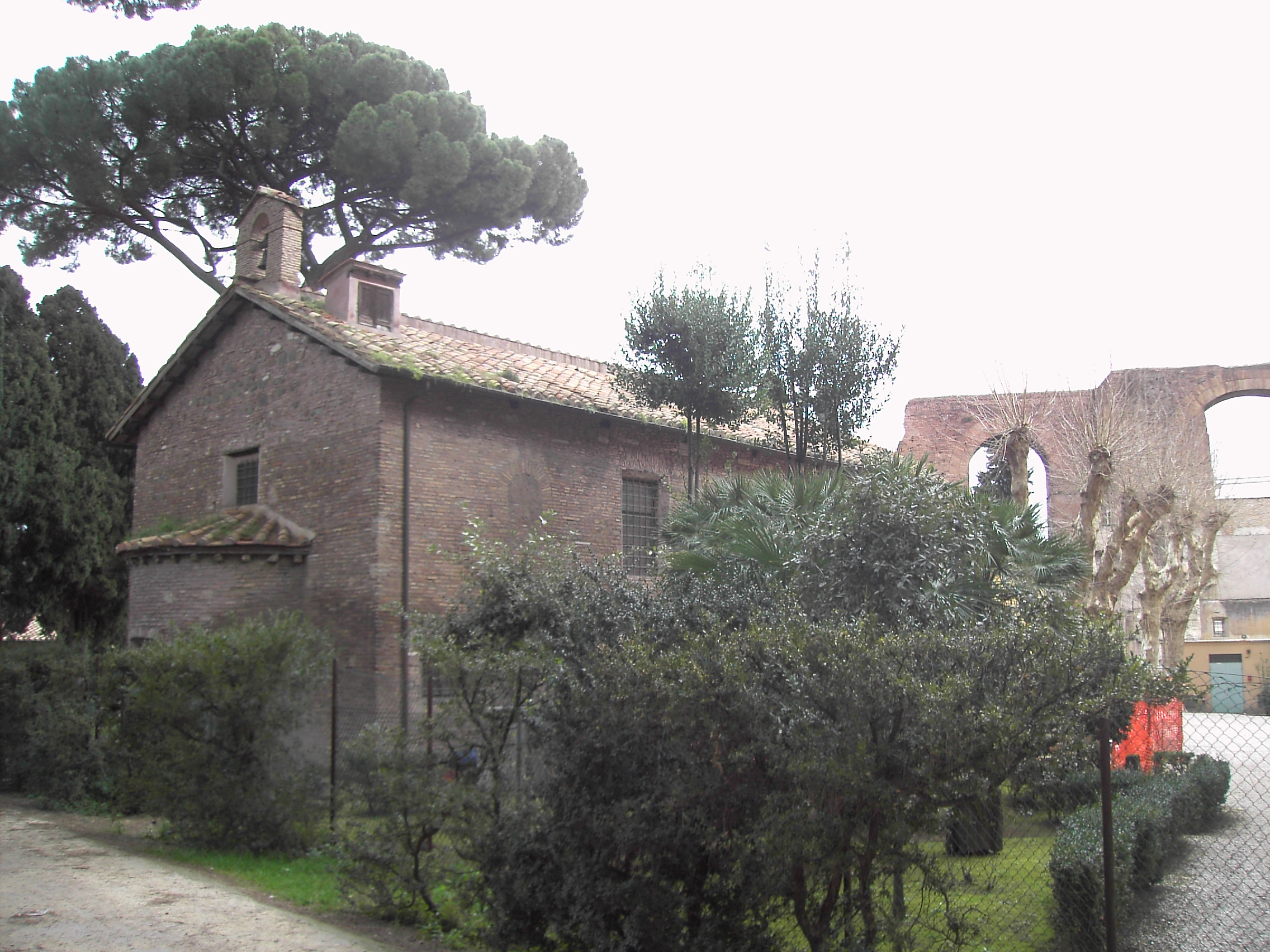
La chiesa vista da Villa Celimontana

La chiesa di San Tommaso in Formis è una chiesa di Roma, nel rione Celio, in via San Paolo della Croce.

## Storia
Situata a margine della Villa Celimontana, presso l'Arco di Dolabella, la chiesa, dedicata a San Tommaso apostolo, deve il suo appellativo in formis al vicino acquedotto Claudio (forma claudia in latino).
La chiesa risale al X secolo circa, anche se la prima data certa è quella del 1209, quando Papa Innocenzo III fece dono della chiesa con annesso monastero ai Trinitari, il cui fondatore, San Giovanni de Matha, pose qui la sua sede e vi abitò. Il santo adattò parte del monastero ad ospedale per assistere poveri, infermi, pellegrini e schiavi riscattati, secondo gli scopi propri dell'Ordine. Le spoglie del santo furono tumulate nella chiesa alla sua morte, il 17 dicembre 1213, per poi essere trasportate solennemente in Spagna nel XVII secolo.

Nel 1217 papa Onorio III con la bolla Ordine Sanctissimae Trinitatis dotò la chiesa di San Tommaso e San Michele Arcangelo de Formis di vari beni a Roma e nei dintorni.

Nel 1209, San Francesco di Assisi si recò a Roma per ottenere l'autorizzazione della regola di vita, per sé e per i suoi frati, da parte di papa Innocenzo III. San Giovanni de Matha, vedendolo mendicare fuori del Laterano in attesa che il Papa lo ricevesse, lo accolse nella sua chiesa di san Tommaso dove lo rifocillò. I due Santi divennero così amici. Successivamente Francesco dimorò più volte nel monastero annesso alla chiesa ospite degli amici Trinitari, come dimostra il quadro di Siciolante da Sermoneta, all'entrata della chiesa sulla sinistra, che raffigura la Vergine, san Bonifacio martire e san Francesco d'Assisi con Papa Bonifacio IX. Intorno al 1380 l'Ordine Trinitario fu costretto ad abbandonare Roma; gli edifici passarono al Reverendo Capitolo Vaticano, ma l'attività ospedaliera fu dimessa e tutto il complesso rimase in stato di abbandono per molti anni. Nel 1532 si pose mano ad un primo restauro; nel 1571 Pio V restituì la chiesa, l'ospedale e il convento ai Trinitari, che li persero nuovamente alla morte del papa.
Nel 1663 la chiesa fu completamente ricostruita nelle forme attuali dal Capitolo Vaticano. Infine nel 1925 la chiesa e una parte del convento furono restituiti definitivamente all'Ordine dei Trinitari; dell'ospedale non rimaneva oramai più niente, eccetto il portale duecentesco, che dà sul largo della Sanità militare, con mosaico cosmatesco del 1210 raffigurante Cristo nell'atto di liberare due schiavi.

## Descrizione
L'interno della chiesa si presenta ad unica navata e piuttosto spoglia rispetto all'antichità della sua origine. All'altare maggiore spicca un dipinto moderno di Aronne del Vecchio raffigurante Gesù che invia san Giovanni de Matha. Le sette vetrate che rendono assai luminosa la piccola chiesa sono opere moderne di Samuele Pulcini collocate qui nel 2000, in occasione del Grande Giubileo.

## Rettori
- P. fr. Saverio
- P. fr. Antonio Caprarolla, O.SS.T.
- P. fr. Arsenio Llamazares, O.SS.T. (1995-2007)
- P. fr. Giovanni Martire Savina, O.SS.T. (2007-2013)
- P. fr. Thierry Knecht, O.SS.T. (2013 -2020)